# Xavier Mercier
Xavier Mercier (Alès, 25 juli 1989) is een Frans voetballer. Mercier was een aanvallende middenvelder die zijn profcarrière als voetballer beëindigd heeft in 2024.
Hij is een legende geweest voor oud-heverlee-leuven.

## Carrière
Mercier genoot zijn jeugdopleiding bij Montpellier HSC, maar zakte in 2009 af naar US Lesquin, een club uit de CFA 2 (de vijfde divisie in het Franse voetbal). Een jaar later verhuisde hij naar EA Guingamp, waarmee hij in 2011 van de Championnat National naar de Ligue 2 promoveerde. Mercier kwam bij Guingamp echter weinig aan spelen toe en zette in 2012 opnieuw een stapje terug, ditmaal naar vierdeklasser AS Beauvais Oise. Bij deze club vond hij vlot de weg naar het doel, en na twee seizoenen ging hij voor US Boulogne spelen. Daar bleef hij anderhalf seizoen. 
Op 13 januari 2016 ondertekende hij een contract voor drieënhalf jaar bij KV Kortrijk. In zijn debuutwedstrijd voor Kortrijk scoorde hij meteen, waarmee hij een groot aandeel had in de 2-1-overwinning tegen KV Oostende. Na anderhalf seizoen bij Kortrijk stapte hij in de zomer van 2017 over naar tweedeklasser Cercle Brugge, waar hij een contract voor drie seizoenen ondertekende. Mercier veroverde meteen een vaste stek bij de Vereniging en promoveerde op het einde van het seizoen naar Eerste klasse A. Op het einde van het seizoen werd Mercier uitgeroepen tot Speler van het Seizoen in de Proximus League. Ook in de Jupiler Pro League was Mercier een onbetwistbare basisspeler.
In juni 2019 maakte Mercier de overstap naar tweedeklasser Oud-Heverlee Leuven, waar hij een contract voor twee seizoenen ondertekende. Bij de Leuvenaars werd hij herenigd met Vincent Euvrard en Frank Vercauteren, waarmee hij eerder samenwerkte bij Cercle Brugge. Ook met de Leuvenaars promoveerde hij na een seizoen naar de Jupiler Pro League. Daar ontpopte hij zich tot een ware assistenkoning: in het seizoen 2020/21 was hij goed voor zestien assists en werd hij eerste in de Pro Assist-ranking (Raphael Holzhauser deelde ook zestien assists uit maar had daar meer speelminuten voor nodig), in het seizoen 2021/22 eindigde hij met veertien assists tweede in de Pro Assist-ranking.
In juni 2022 verliet Mercier na zeseenhalf jaar de Belgische competitie voor de Hongaarse landskampioen Ferencvárosi TC.

## Statistieken
| Seizoen | Club                | Land               | Competitie         | Competitie | Competitie | Beker | Beker | Internationaal | Internationaal | Totaal | Totaal |
| Seizoen | Club                | Land               | Competitie         | Wed.       | Dlp.       | Wed.  | Dlp.  | Wed.           | Dlp.           | Wed.   | Dlp.   |
| ------- | ------------------- | ------------------ | ------------------ | ---------- | ---------- | ----- | ----- | -------------- | -------------- | ------ | ------ |
| 2009/10 | US Lesquin          | Vlag van Frankrijk | CFA 2              | 12         | 6          | 0     | 0     | —              | —              | 12     | 6      |
| 2010/11 | EA Guingamp         | Vlag van Frankrijk | National           | 5          | 1          | 2     | 0     | —              | —              | 7      | 1      |
| 2011/12 | EA Guingamp         | Vlag van Frankrijk | Ligue 2            | 7          | 0          | 2     | 0     | —              | —              | 9      | 0      |
| 2012/13 | AS Beauvais Oise    | Vlag van Frankrijk | CFA                | 32         | 8          | 1     | 1     | —              | —              | 33     | 9      |
| 2013/14 | AS Beauvais Oise    | Vlag van Frankrijk | CFA                | 27         | 9          | 3     | 2     | —              | —              | 30     | 11     |
| 2014/15 | US Boulogne         | Vlag van Frankrijk | National           | 31         | 7          | 8     | 6     | —              | —              | 39     | 13     |
| 2015/16 | US Boulogne         | Vlag van Frankrijk | National           | 16         | 6          | 1     | 0     | —              | —              | 17     | 6      |
| 2015/16 | KV Kortrijk         | Vlag van België    | Jupiler Pro League | 13         | 3          | 0     | 0     | —              | —              | 13     | 3      |
| 2016/17 | KV Kortrijk         | Vlag van België    | Jupiler Pro League | 30         | 4          | 3     | 0     | —              | —              | 33     | 4      |
| 2017/18 | Cercle Brugge       | Vlag van België    | Proximus League    | 27         | 10         | 1     | 0     | —              | —              | 28     | 10     |
| 2018/19 | Cercle Brugge       | Vlag van België    | Jupiler Pro League | 36         | 4          | 0     | 0     | —              | —              | 36     | 4      |
| 2019/20 | Oud-Heverlee Leuven | Vlag van België    | Proximus League    | 28         | 3          | 1     | 0     | —              | —              | 29     | 3      |
| 2020/21 | Oud-Heverlee Leuven | Vlag van België    | Jupiler Pro League | 33         | 10         | 1     | 1     | —              | —              | 34     | 11     |
| 2021/22 | Oud-Heverlee Leuven | Vlag van België    | Jupiler Pro League | 32         | 3          | 3     | 1     | —              | —              | 35     | 4      |
| 2022/23 | Ferencvárosi TC     | Vlag van Hongarije | OTP Bank Liga      | 0          | 0          | 0     | 0     | 0              | 0              | 0      | 0      |
| TOTAAL  | TOTAAL              | TOTAAL             | TOTAAL             | 329        | 74         | 26    | 11    | 0              | 0              | 355    | 85     |

Bijgewerkt op 8 juni 2022.